# ニール・マグレガー
ニール・マグレガー (Neil MacGregor, 1946年6月16日 - ) は、スコットランド出身のヨーロッパ美術史研究者。元ナショナル・ギャラリー、大英博物館館長、フンボルト・フォーラム設立理事会の初代ディレクター。